# سنت مابین
سنت مابین (به انگلیسی: St Mabyn) یک روستا و محله مدنی در بریتانیا است که در کورنوال واقع شده‌است. سنت مابین ۶۲۸ نفر جمعیت دارد.